# Продановци (Софийская область)
Продановци (болг. Продановци) — село в Болгарии. Находится в Софийской области, входит в общину Самоков. Население составляет 504 человека.

## Политическая ситуация
В местном кметстве Продановци, в состав которого входит Продановци, должность кмета (старосты) исполняет Борислав Николов Стаменов (ВМРО — Болгарское национальное движение) по результатам выборов правления кметства.
Кмет (мэр) общины Самоков — Ангел Симеонов Николов (Болгарская социалистическая партия (БСП)) по результатам выборов в правление общины.